# Білі бліндажі (заказник)
Білі бліндажі — ботанічний заказник місцевого значення в Україні.

## Опис
Розташований на околиці с. Вербовець Могилів-Подільського району Вінницької області у долині річки Батіг, притоки Жвану. Оголошений відповідно до Рішення 37 сесії 7 скликання Вінницької обласної ради від 05.03.2019 року № 812. 
Охороняється добре збережена ділянка лучно-степової та чагарникової рослинності. Територія охоплює схилову місцевість каньйоноподібної долини річки Батіг.

## Географічні умови
За фізико-географічним районуванням дана територія належить до району Могилівського Придністров'я, Придністровсько-Подільської лісостепової області, Дністровсько-Дніпровської Лісостепової провінції лісостепової зони. 
Рельєф розчленований зі значними перепадами висот. Глибина врізу річкових долин становить 160—200 метрів. Густота яружно-балкової мережі — 1—1,25 км/км². Ґрунтовий покрив представлений сірими лісовими ґрунтами та чорноземами опідзоленими. Через інтенсивні процеси ерозії ґрунти місцями змиті, на денну поверхню виходять девонські пісковики, силурійські сланці та третинні вапняки. 
Клімат помірно континентальний. Літо довге не жарке, зима коротка і тепла, нестійким сніговим покривом. Середня температура січня становить -6°С, липня +20,5°С. Безморозний період триває 250—260 днів на рік. Кількість опадів — 525 мм.  

## Рослинність
У заказнику зростає лучно-степова рослинність рослинність з поодинокими чагарниками. Тут домінують бородач, пирій, костриця валіська, червона. У рослинному покриві присутні типові степові елементи: маренка рожева, деревій щетинистий, самосил гайовий, любочки, перстач пісковий, гвоздики перетинчасті, чистець німецький, шавлія гайова, бедринець ломикаменевий, астрагал еспарцетний, тим'ян. Трапляється ендемічний вид підмаренник дністровський. 
Внаслідок антропогенного впливу на території заказника відзначається поширення синантропних рослин: цикорій дикий, різак звичайний, щебрушка польова, головатень круглоголовий, берізка польова, будяк акантовидний та мезофітизація травостою. 

## Тваринний світ
- Клас плазуни: ящірка прудка, ящірка зелена.

- Клас птахи: канюк звичайний, боривітер звичайний,  припутень, горлиця звичайна, сова вухата, дрімлюга (Caprimulgus europaeus), серпокрилець чорний, бджолоїдка, одуд, ластівка сільська, посмітюха, жайворонок польовий, плиска жовта та біла, сорокопуд терновий, шпак звичайний, крук, трав'янка лучна та чорноголова, кам'янка звичайна, гаїчка болотяна, синиця блакитна та велика,  горобець хатній та польовий, зяблик, зеленяк, щиглик, коноплянка, костогриз, просянка.

- Клас ссавці: їжак європейський, заєць сірий, мишак лісовий, миша польова, нориця руда та ін.

Завданням заказника є збереження ландшафтного комплексу у каньйоні р. Батіг. Територія має рекреаційне, естетичне, освітньо-виховне, водорегулююче значення. Долина р. Жван із добре збереженою природною екосистемою відіграє важливу роль у підтриманні екологічного балансу та формуванні екомережі району та області. 

## Галерея

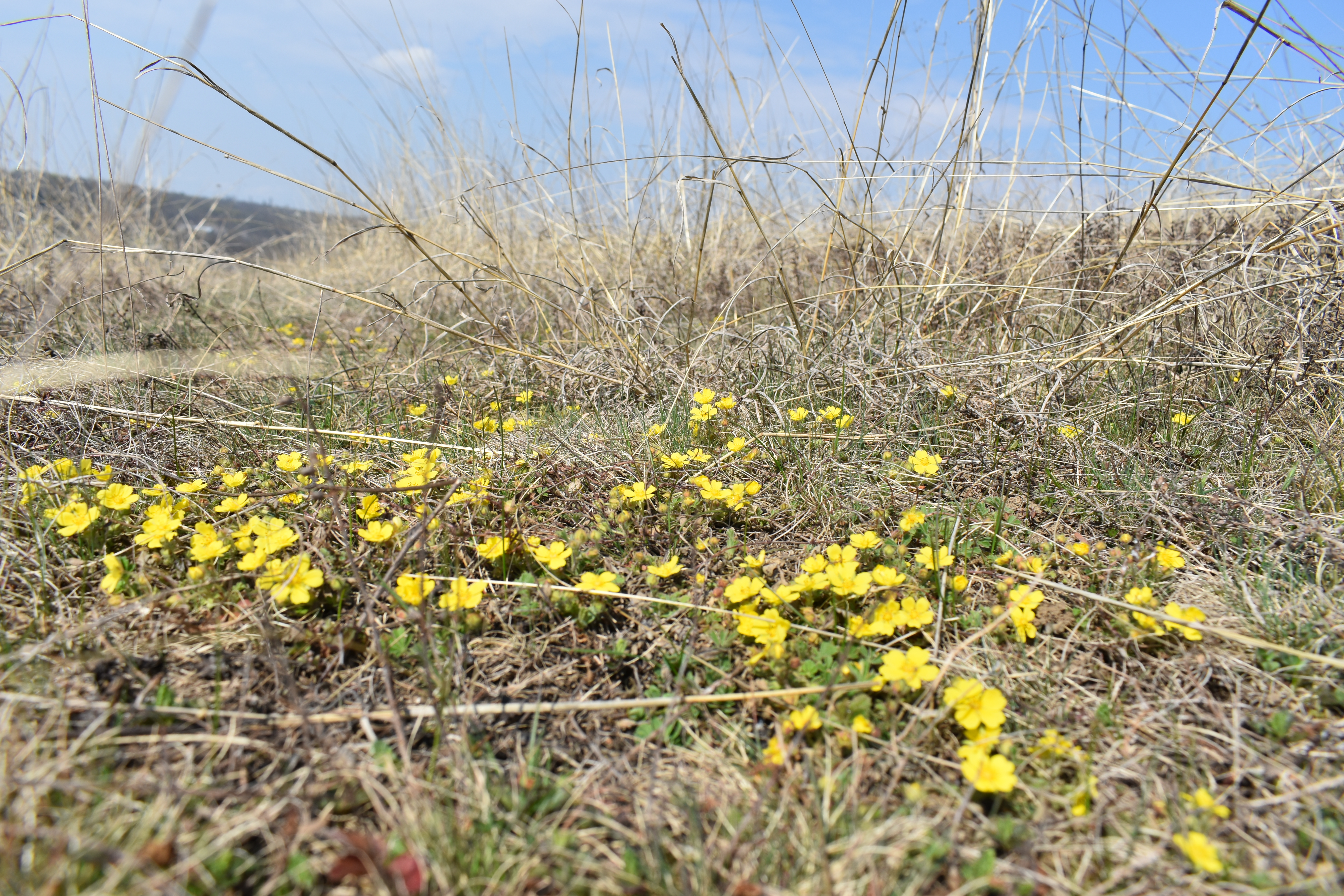
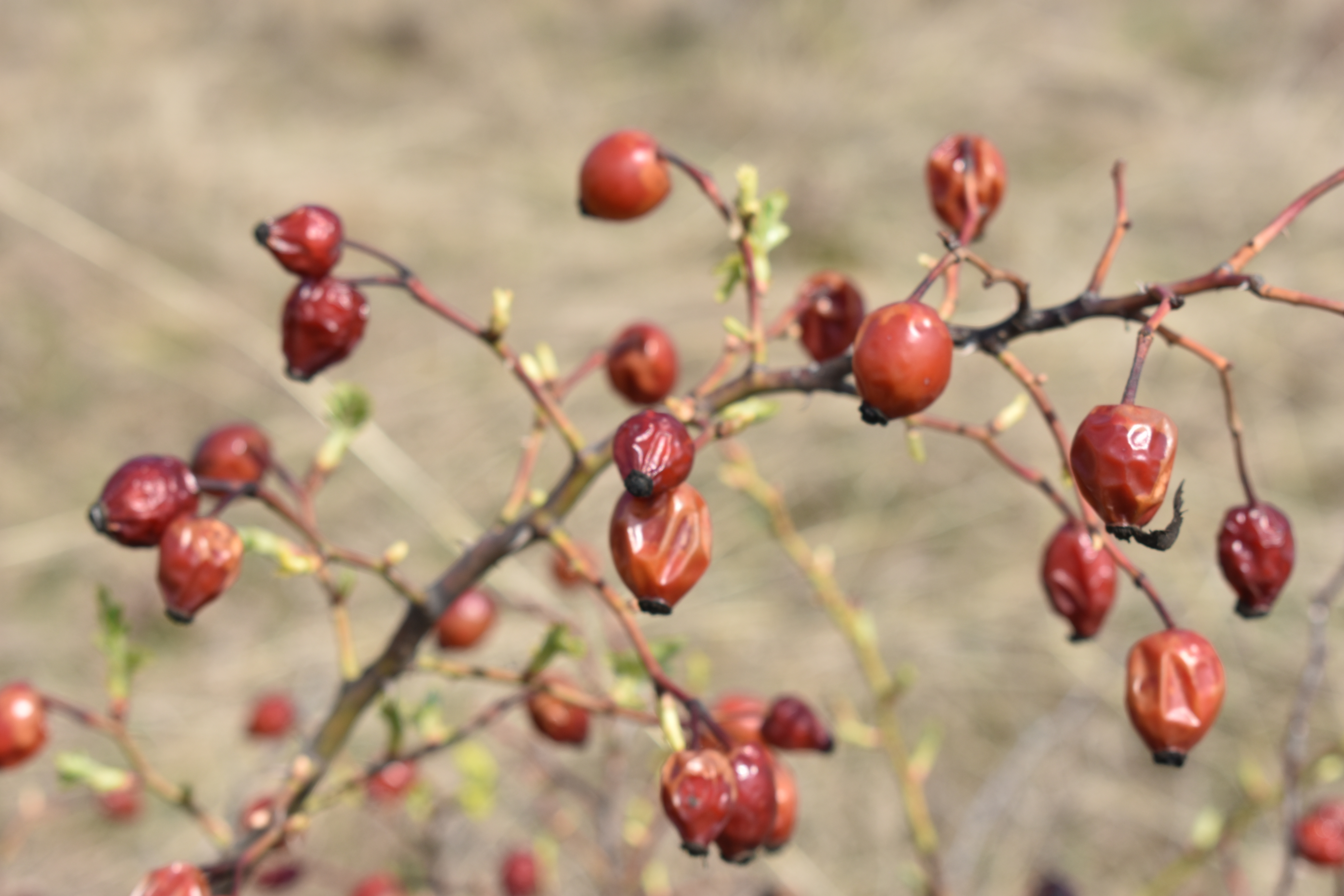
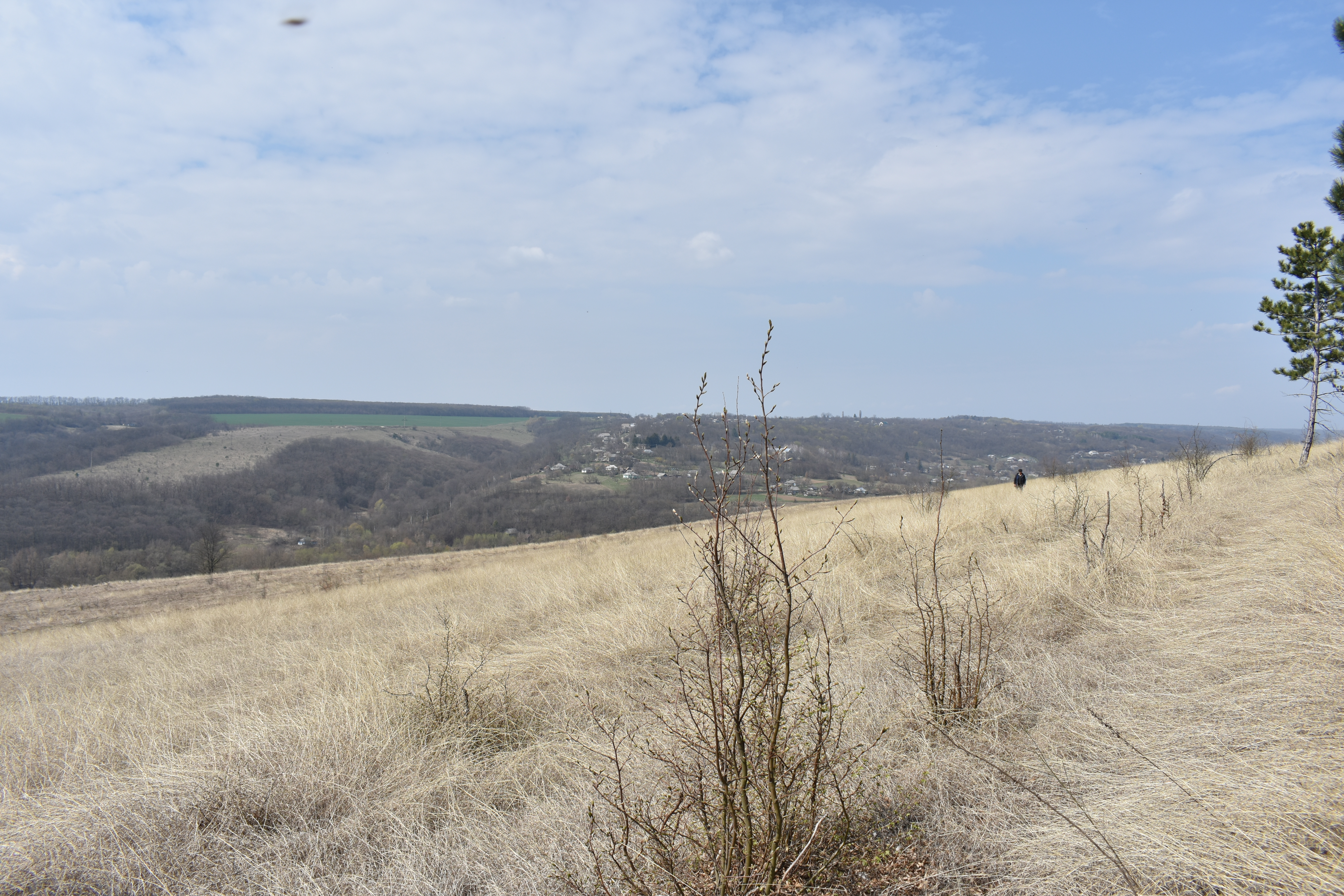
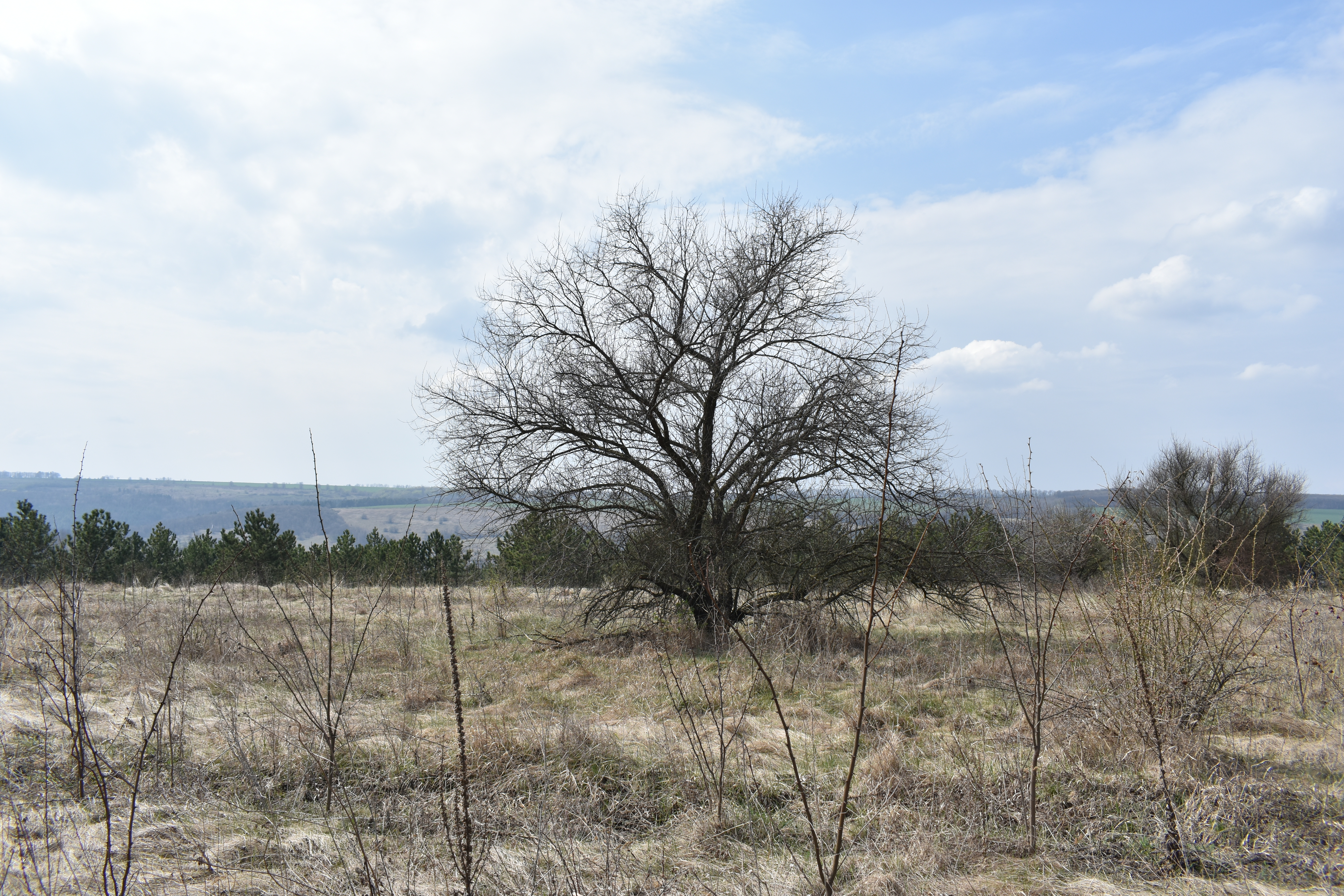